# شيخ سهيل
شيخ سهيل (بالإنجليزية: SK Sahil)‏ هو لاعب كرة قدم هندي في مركز الوسط، ولد في 28 أبريل 2000 في الهند.